# Hiroshima
Pour les articles homonymes, voir Hiroshima (homonymie).
Pour l'explosion atomique, voir Bombardements atomiques d'Hiroshima et de Nagasaki.
Hiroshima (広島市, Hiroshima-shi, litt. « ville d'Hiroshima », le nom de la ville 広島 venant de l'adjectif 広い (hiro-i « grand » et du nom 島 (shima « île »)) est une ville du Japon située sur la côte nord de la mer intérieure de Seto, sur l'île de Honshū, la plus grande île japonaise. Elle est la capitale de la préfecture de Hiroshima et la ville la plus importante de la région du Chūgoku.
Depuis le 6 août 1945, la ville est mondialement connue pour avoir été la première des deux cibles, avec Nagasaki, des bombardements atomiques par les États-Unis au cours de la Seconde Guerre mondiale.
La ville a accueilli le 49e sommet du G7, organisé du 19 au 21 mai 2023.

## Histoire

### Avant la bombe
Hiroshima fut fondée en 1589 sur la côte nord de la mer intérieure de Seto (Setonaikai) par le seigneur féodal Terumoto Mōri. Celui-ci construisit le château de Hiroshima sur la plus grande des îles que forment les bras de la rivière Ōta, d'où le nom de la ville.
Hiroshima devint un centre urbain d'importance durant l'ère Meiji. En 1910, sa population était de 143 000 habitants, au recensement de 1940, elle atteignait 344 000 habitants.
Pendant la première guerre sino-japonaise, Hiroshima devint l'une des principales bases logistiques de l'armée impériale japonaise. Elle conserva cette fonction au cours de l'ère Showa[réf. nécessaire].
Lors de la Seconde Guerre mondiale, Hiroshima était un centre stratégique assurant la défense terrestre de tout le sud du Japon, ainsi qu'un centre industriel de première importance. Juste en face du port de la ville, sur l'île d'Okunoshima, était établie une usine de fabrication de gaz toxique affiliée au réseau d'unités de recherche de Shirō Ishii. Avec l'expansion de l'empire, différents types d'armes chimiques y furent produites comme le gaz moutarde, le lewisite et le cyanure. Ces gaz étaient notamment utilisés contre les soldats et les civils chinois ainsi que dans les expérimentations sur des humains par les unités de Shiro Ishii.

### La première attaque atomique de l'Histoire

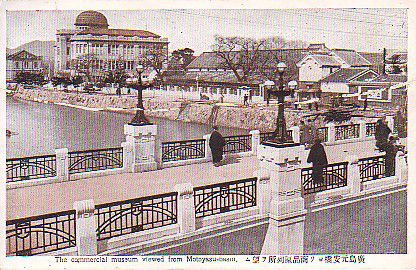
Hiroshima avant la Seconde Guerre mondiale.

Le 6 août 1945 à 2 h 45 (heure locale), le bombardier B-29 piloté par Paul Tibbets, baptisé Enola Gay, en l'honneur du nom de sa mère[réf. souhaitée], décolle de la base de Tinian, avec à son bord une puissante bombe atomique à l'uranium 235 d'une puissance de 15 kilotonnes, surnommée Little Boy. L'équipage est composé de douze hommes, dont quatre scientifiques. Deux autres B-29 l'escortent, emportant les instruments scientifiques destinés à l'analyse de l'explosion.
À 7 h 9, l'alarme aérienne est déclenchée à Hiroshima ; un avion isolé est repéré. Il s'agit du B-29 d'observation météorologique Straight Flush. Au même moment, deux autres appareils survolent Kokura et Nagasaki pour une mission de reconnaissance identique. Les conditions météorologiques sont très bonnes au-dessus de Hiroshima ; la ville est choisie comme cible. Au sol, l'alerte aérienne est levée à 7 h 30. La ville a été peu bombardée pendant la guerre et les habitants ont l'habitude de voir les bombardiers américains survoler leur ville pour se rendre plus au nord. Selon le musée national de la ville de Hiroshima, la ville aurait été sciemment épargnée par les Américains lors des bombardements conventionnels pour éviter tout dommage préalable, afin de mieux évaluer les effets de la bombe atomique[réf. nécessaire].
La bombe, portant des quolibets signés à l'adresse des Japonais, est armée en vol et larguée à 8 h 15, à près de 9 000 mètres au-dessus de la ville. À 8 h 16 min 2 s heure locale, après 43 secondes de chute libre, la bombe explose à 587 mètres du sol, à la verticale de l'hôpital Shima, situé au cœur de l'agglomération, à moins de 300 mètres au sud-est du pont Aioi, initialement visé car reconnaissable par son plan en « T ».
L'explosion, équivalant à celle de 15 000 tonnes de TNT, rase instantanément la ville. Sur les 90 000 bâtiments de la ville, 62 000 sont totalement détruits. Il ne resta aucune trace des habitants situés à moins de 500 mètres du lieu de l'explosion. Le siège de la deuxième armée générale (第2総軍, Dai-ni Sōgun), créée le 8 avril 1945 à partir de la dissolution du commandement général de la défense (防衛総司令部, Bōei Soshireibu), chargée de la défense de l'Ouest du Japon, ainsi que de nombreux arsenaux et bases aériennes étaient situés dans un secteur montagneux de la ville à 10 km du centre, dans le château de Hiroshima qui fut également détruit. Dans les secondes qui suivent l'explosion, 75 000 personnes sont tuées. Dans les semaines qui suivent, 50 000 personnes meurent à leur tour, soit environ 125 000 victimes en trois mois. Le décompte du nombre total de morts reste imprécis ; il est de l'ordre de 250 000. Au retour, les aviateurs voient pendant 500 kilomètres le champignon qui, en deux minutes, a atteint 10 000 mètres d'altitude. L’Enola Gay atterrit six heures plus tard à Tinian. Son équipage est aussitôt décoré[réf. nécessaire].

### Après la bombe

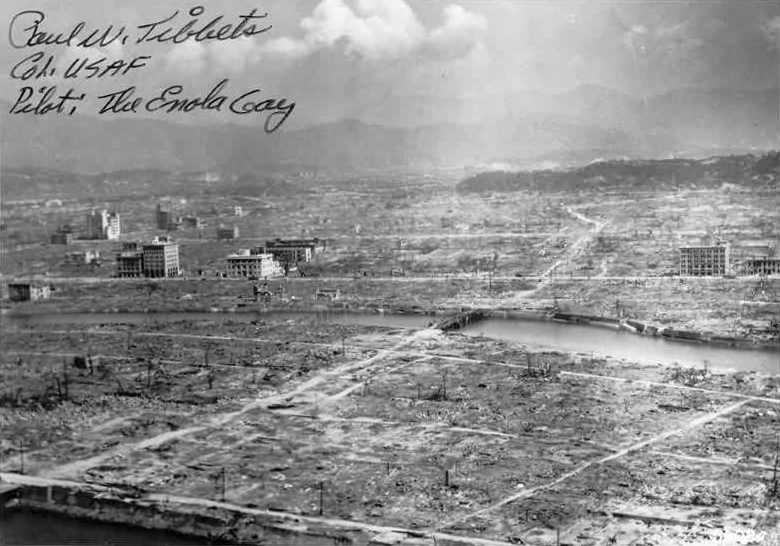
La ville après l'explosion nucléaire.

La ville de Hiroshima fut entièrement reconstruite après la guerre. À l'initiative de son maire, Shinzō Hamai, elle fut proclamée « Cité de la Paix » par le parlement japonais en 1949[réf. nécessaire].
En guise de témoignage, les ruines du dôme de Genbaku, l'un des rares bâtiments à ne pas avoir été entièrement détruits par l'explosion, furent conservées.
La reconstruction de la ville intègre un musée de la Paix, dont les bâtiments ont été conçus par l'architecte Kenzō Tange. Un vaste parc, le parc du Mémorial de la Paix, s'étend sur 12 hectares, à proximité de l'hypocentre de l'explosion, dans lequel chaque année, le 6 août, une cérémonie commémorative est organisée. Ce parc abrite de nombreux monuments à la mémoire des victimes de la bombe. Le cénotaphe contient le nom de toutes les victimes connues de la bombe, malgré les nombreux morts et disparus inconnus ; une flamme de la paix y brûle, destinée à rester allumée tant que des armes nucléaires existeront[réf. nécessaire].
En novembre 2010, lors du sommet de Hiroshima, le Dalaï-lama et cinq autres lauréats du prix ont participé au sommet des prix Nobel de la Paix. Ce sommet était consacré au désarmement nucléaire et organisé à Hiroshima. Le premier prix Nobel de la paix chinois Liu Xiaobo, emprisonné en Chine, a été représenté à ce sommet par Wuer Kaixi, un des leaders étudiants lors des manifestations de la place Tian'anmen en 1989. Ce dernier a appelé à la libération de Liu Xiaobo. Il a par ailleurs déclaré : « Les militants en faveur de la démocratie et les avocats défenseurs des droits de l'homme continuent d'être harcelés et emprisonnés en Chine, au moment où nous sommes réunis à Hiroshima ».
La ville est touchée par des glissements de terrain en août 2014, ayant entraîné 74 morts.

### Commémorations du bombardement
Le 6 août 2015, le Japon a commémoré la tragédie de Hiroshima survenue 70 ans plus tôt. C'est désormais une ville de 1,2 million d’habitants devenue le symbole du pacifisme. À 8 h 15 exactement, heure à laquelle en 1945, à la même date, un bombardier américain avait largué une bombe atomique sur la ville, un enfant et une jeune femme ont frappé une grande cloche devant une foule de 55 000 personnes recueillies dans le parc du Mémorial de la paix afin de commémorer ce tragique évènement.
Les représentants d'une centaine de pays étaient présents, notamment Caroline Kennedy, l'ambassadrice des États-Unis au Japon et Rose Gottemoeller, la sous-secrétaire américaine chargée du contrôle des armements. Le premier ministre japonais, Shinzo Abe, a prononcé à cette occasion un plaidoyer contre l’arme nucléaire :
« En tant que seul pays frappé par l’arme atomique (…) nous avons pour mission de créer un monde sans arme nucléaire. Nous avons la responsabilité de faire comprendre l’inhumanité des armes nucléaires, à travers les générations et les frontières. »[réf. nécessaire]
Le maire de Hiroshima, Kazumi Matsui, a demandé quant à lui de supprimer les armes nucléaires, « le mal absolu », et de créer des systèmes de sécurité qui ne soient pas dépendants de la puissance militaire. Il s’est adressé directement « aux leaders du monde », et leur a demandé « de venir dans les villes qui ont été bombardées, d’écouter les histoires des hibakusha et de connaître la réalité d’un bombardement nucléaire ».
En mai 2016, 71 ans après l'explosion de la bombe atomique, le président des États-Unis Barack Obama se rend à Hiroshima pour rendre hommage aux victimes, en marge d'une réunion du G7 qui se tenait au Japon. C'est le premier président américain en exercice à se rendre au parc de la Paix,. Cette visite crée la polémique aux États-Unis, notamment parmi les vétérans de la Seconde Guerre mondiale qui s'étaient battus contre l'armée japonaise et ne souhaitaient pas que ce déplacement puisse être perçu comme des excuses américaines.

## Géographie
Capitale de la région de Chūgoku sur le delta du fleuve Ota-gawa, la ville est établie sur sept îles.

### Climat
| Mois                                             | jan.      | fév.      | mars      | avril     | mai       | juin      | jui.      | août      | sep.      | oct.      | nov.      | déc.      | année     |
| ------------------------------------------------ | --------- | --------- | --------- | --------- | --------- | --------- | --------- | --------- | --------- | --------- | --------- | --------- | --------- |
| Température minimale moyenne (°C)                | 2         | 2,4       | 5,1       | 10,1      | 15,1      | 19,8      | 24,1      | 25,1      | 21,1      | 14,9      | 8,9       | 4         | 12,7      |
| Température moyenne (°C)                         | 5,4       | 6,2       | 9,5       | 14,8      | 19,6      | 23,2      | 27,2      | 28,5      | 24,7      | 18,8      | 12,9      | 7,5       | 16,5      |
| Température maximale moyenne (°C)                | 9,9       | 10,9      | 14,5      | 19,8      | 24,4      | 27,2      | 30,9      | 32,8      | 29,1      | 23,7      | 17,7      | 12,1      | 21,1      |
| Record de froid (°C) date du record              | −8,5 1963 | −8,3 1886 | −7,2 1896 | −1,4 1925 | 1,8 1940  | 6,6 1893  | 14,1 1966 | 13,7 1884 | 8,6 1965  | 1,5 1942  | −2,6 1901 | −8,6 1917 | −8,6 1917 |
| Record de chaleur (°C) date du record            | 18,8 1949 | 21,5 2009 | 23,7 1908 | 29 2004   | 31,5 1998 | 34,4 1934 | 38,7 1994 | 38,1 1924 | 36,9 2007 | 31,4 2019 | 26,3 1916 | 22,3 1890 | 38,7 1994 |
| Ensoleillement (h)                               | 138,6     | 140,1     | 176,7     | 191,9     | 210,8     | 154,6     | 173,4     | 207,3     | 167,3     | 178,6     | 153,3     | 140,6     | 2 033,1   |
| Précipitations (mm)                              | 46,2      | 64        | 118,3     | 141       | 169,8     | 226,5     | 279,8     | 131,4     | 162,7     | 109,2     | 69,3      | 54        | 1 572,2   |
| dont neige (cm)                                  | 3         | 3         | 0         | 0         | 0         | 0         | 0         | 0         | 0         | 0         | 0         | 2         | 8         |
| Nombre de jours avec précipitations              | 5,5       | 6,9       | 9         | 8,8       | 8,6       | 10,7      | 10,6      | 7,6       | 8,5       | 6,2       | 6,1       | 5,7       | 94,2      |
| dont nombre de jours avec précipitations ≥ 10 mm | 1,9       | 2,5       | 4         | 4,6       | 4,9       | 6         | 6,3       | 3,5       | 4,6       | 2,9       | 2,5       | 2,1       | 45,9      |
| Humidité relative (%)                            | 66        | 65        | 62        | 61        | 63        | 71        | 73        | 69        | 68        | 66        | 67        | 68        | 67        |
| Nombre de jours avec neige                       | 0,9       | 0,9       | 0,2       | 0         | 0         | 0         | 0         | 0         | 0         | 0         | 0         | 0,5       | 2,4       |

| Diagramme climatique                                  |           |              |             |               |               |               |               |               |               |             |         |
| J                                                     | F         | M            | A           | M             | J             | J             | A             | S             | O             | N           | D       |
| 9,9246,2                                              | 10,92,464 | 14,55,1118,3 | 19,810,1141 | 24,415,1169,8 | 27,219,8226,5 | 30,924,1279,8 | 32,825,1131,4 | 29,121,1162,7 | 23,714,9109,2 | 17,78,969,3 | 12,1454 |
| Moyennes : • Temp. maxi et mini °C • Précipitation mm |           |              |             |               |               |               |               |               |               |             |         |

## Administration

### Découpage territorial
La ville de Hiroshima est l'une des 17 villes désignées par ordonnance gouvernementale au Japon (政令指定都市, Seirei shitei toshi), et dispose de compétences supplémentaires à celles généralement allouées aux villes et prises sur celles de la préfecture. La ville est découpée en huit arrondissements : Aki-ku, Asakita-ku, Asaminami-ku, Higashi-ku, Minami-ku, Naka-ku, Nishi-ku et Saeki-ku.

### Jumelages
- Honolulu (États-Unis) depuis le 15 juin 1959 ;
- Volgograd (Russie) depuis le 28 septembre 1972 ;
- Hanovre (Allemagne) depuis le 27 juin 1983 ;
- Chongqing (Chine) depuis le 23 octobre 1986 ;
- Daegu (Corée du Sud) depuis le 2 mai 1997 ;
- Montréal (Canada) depuis le 4 juin 1998 ;
- Nevşehir (Turquie) depuis le 10 avril 2005 ;
- Nagasaki (Japon).

## Économie

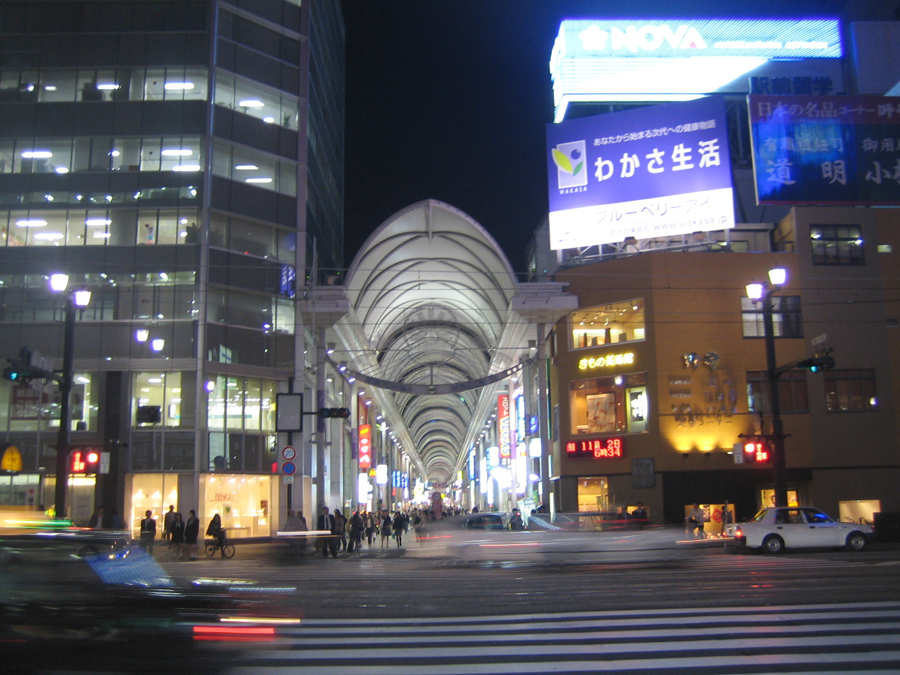
Le quartier commercial de Hondōri, la nuit.

La ville est aujourd'hui l'un des principaux centres industriels et portuaires de l'ouest du Japon.
Les usines automobiles Mazda sont l'une des principales activités de la ville. L'équipementier sportif et automobile Molten y a son siège social.
On constate de plus une réelle augmentation des terre-pleins littoraux, élément commun du paysage urbain japonais, amas de terre complétant le continent, et plates-formes industrielles.

## Culture
- Le musée de la Paix rassemble de nombreux témoignages relatifs à la bombe atomique : objets, photos, modèles réduits de la ville, témoignages de survivants, peintures, etc.
- Le château de Hiroshima fut entièrement rasé par l'explosion ; il fut reconstruit à l'identique (mais en béton armé) en 1958.
- Le jardin traditionnel Shukkei-en se trouve au nord de la ville.
- Le site renommé de Miyajima se trouve à proximité immédiate de Hiroshima; le torii flottant du temple d'Itsukushima est l'un des sites les plus connus du Japon.
- L'une des spécialités culinaires emblématiques de Hiroshima est l’okonomiyaki ; il s'agit d'une galette de nouilles à la sauce, cuite entre deux crêpes de riz.
- Outre l’okonomiyaki, Hiroshima est aussi célèbre pour ses huîtres d’Akoya, pêchées dans la mer intérieure de Seto, et dégustées fraîches, grillées ou en tempura. Le fugu, poisson-globe délicat et potentiellement toxique s’il est mal préparé, est également proposé dans certains établissements agréés. Enfin, la région produit un saké réputé pour sa douceur, souvent servi lors des repas traditionnels ou des dégustations en brasserie locale[21].
- Le quartier de Fukuromachi est le cœur de la vie nocturne d’Hiroshima. Après le coucher du soleil, ses ruelles s’animent d’une atmosphère chaleureuse. On y trouve des établissements variés allant des bars à cocktails intimistes aux petits restaurants familiaux. L’ambiance y reste détendue et conviviale, idéale pour découvrir la culture locale à travers les échanges avec les habitants et les chefs[21].
- Le Festival international du film d'animation d'Hiroshima a lieu tous les deux ans depuis 1985, chaque édition récompensant une œuvre du cinéma d'animation.
- Le musée des enfants de Hiroshima (Planétarium) : depuis 1980, il offre plusieurs étages d'installations interactives dont le but est d'intéresser les enfants à la science[22]. Au sommet, un planétarium projette des programmes audiovisuels sur un dôme de vingt mètres de diamètre.
- Le Numaji Transportation Museum, dédiés aux transports.

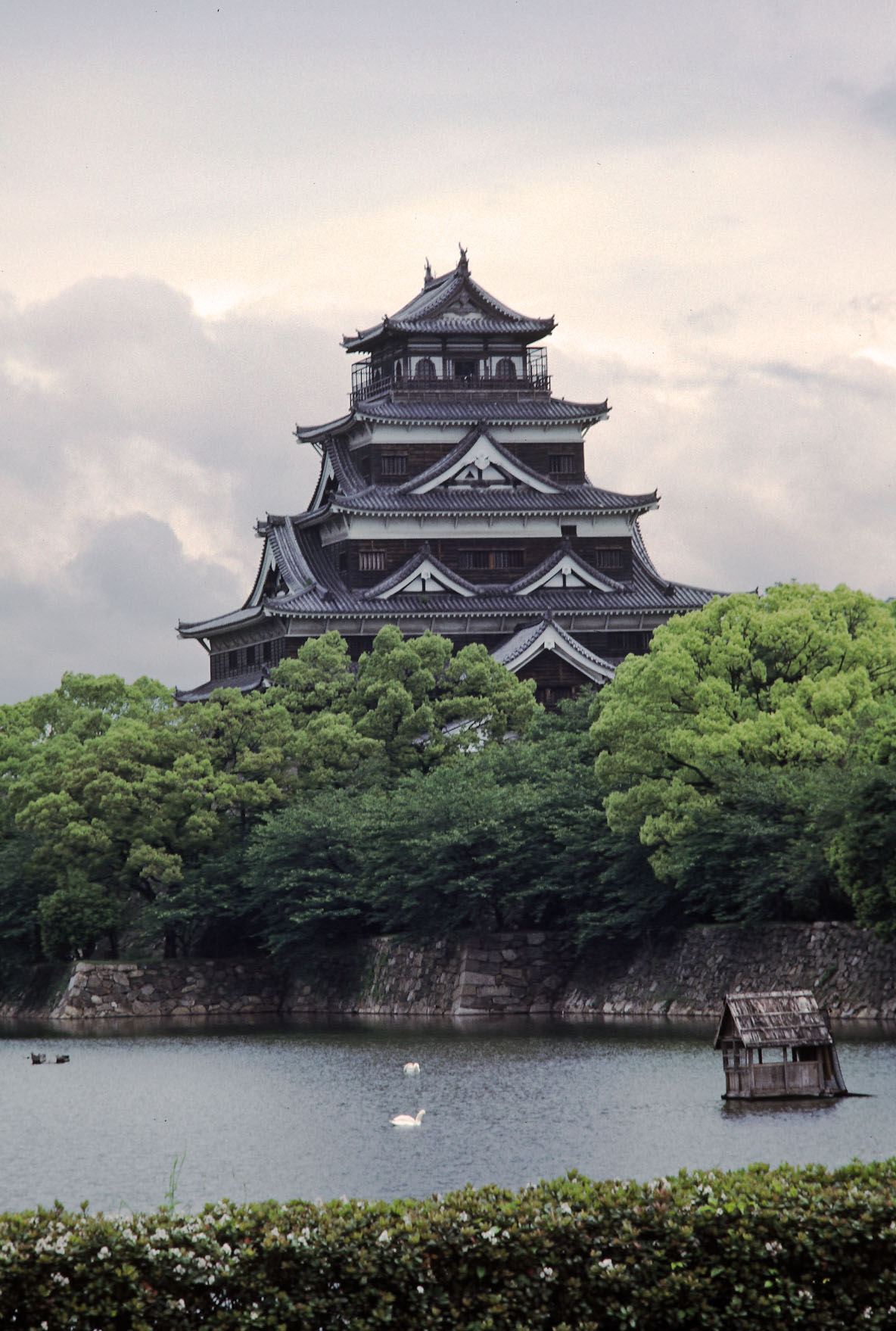
Le château de Hiroshima.
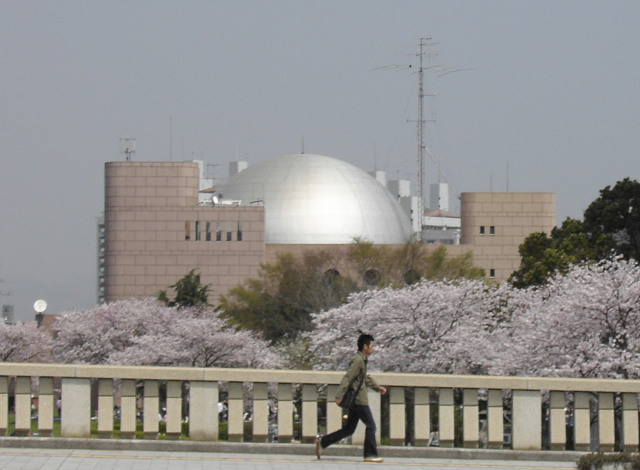
Le musée des enfants (Planétarium).
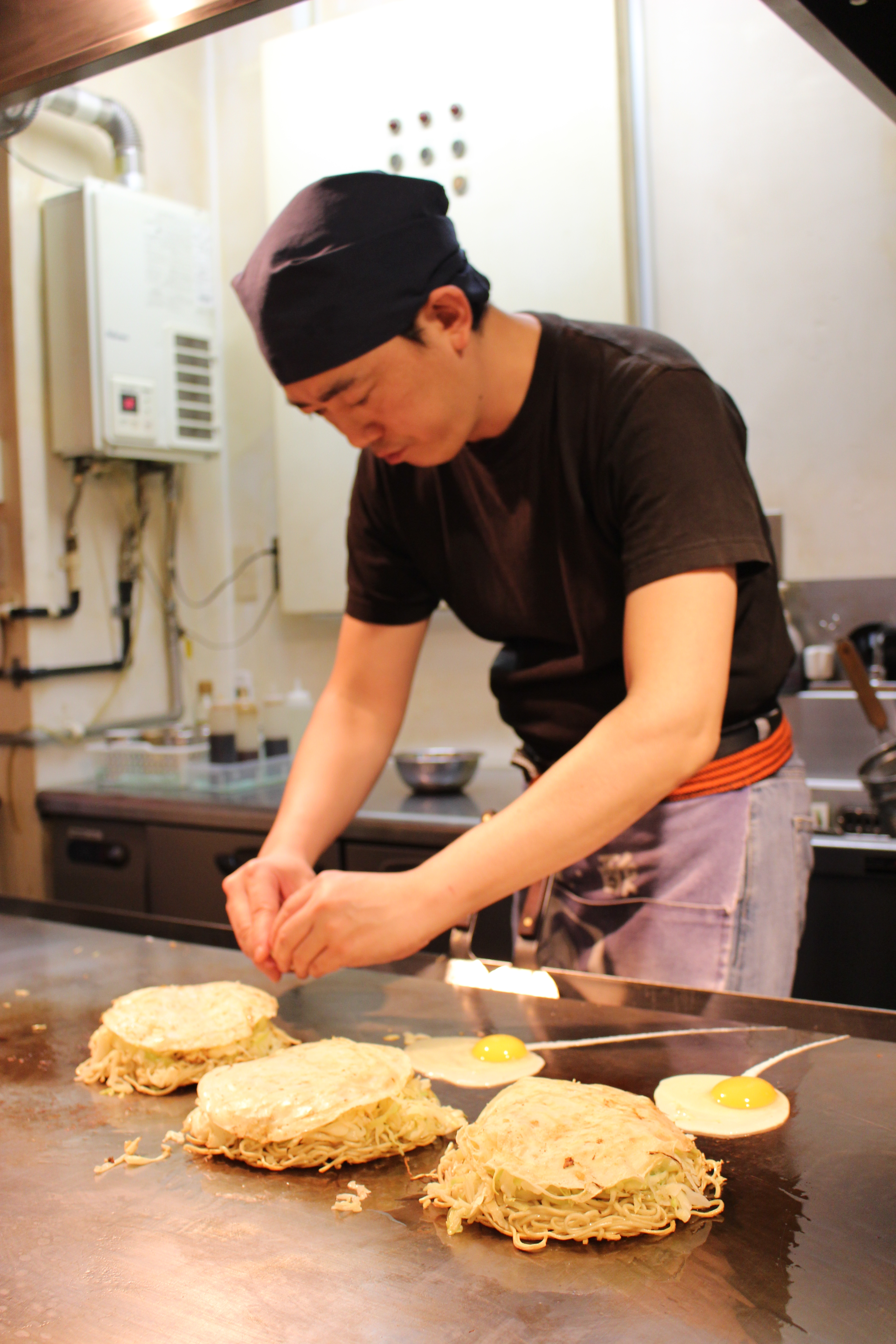
La préparation d'un okonomiyaki, dans un restaurant d'Hiroshima.

## Transports
La ville possède :
- un réseau de tramways, long de 35 km et comportant huit lignes. Sa mise en service date de 1912. Il est exploité par la compagnie Hiroden (広電)[23], qui gère également les bus de la ville.
- une ligne de métro sur pneumatiques, la ligne Astram longue de 18,4 km.

## Sports
- Club de football : Sanfrecce Hiroshima, ils jouent au Hiroshima Big Arch. Le club a gagné la J. League en 2012, 2013 et 2015.
- Club de baseball : Hiroshima Toyo Carp, ils jouent au Mazda Stadium. Le club gagna la Japan Series en 1979, 1980 et 1984.
- Hiroshima Dragonflies (basketball).
- Hiroshima Maple Reds (handball).
- JT Thunders (volleyball).